# Phoraspis atomaria
Phoraspis atomaria är en kackerlacksart som beskrevs av Blanchard 1837. Phoraspis atomaria ingår i släktet Phoraspis och familjen jättekackerlackor. Inga underarter finns listade i Catalogue of Life.